# Albert Friedrich Berner
Albert Friedrich Berner, född 30 november 1818 i Strasburg, Uckermark, död 13 januari 1907 i Berlin, var en tysk jurist.
Berner blev 1848 extra ordinarie och 1861 ordinarie professor i straffrätt vid Berlins universitet, en befattning vilken han lämnade 1899. Hans huvudarbete Lehrbuch des deutschen Strafrechts (1857, 18:e upplagan 1898) var under den tid då Tyskland var delat i skilda rättsområden, en enande kraft vid rättstillämpningen och utövade  ett stort inflytande på den senare tillkomna tyska riksstrafflagen. Bland hans övriga arbeten kan framhållas Abschaffung der Todesstrafe (1861), Lehrbuch des deutschen Pressrechts (1876) och folkrättsliga artiklar i Johann Kaspar Bluntschlis "Staatswörterbuch".